# Gregor Michaj
Gregor Grzegorz Michaj, född den 13 maj 1974 i Polen, är en svensk sångare, dansare, musikalartist och skådespelare. Michaj har medverkat bl.a. i svenska Melodifestivalen 2006 med bidraget "Mi amor" skriven av Henrik och Magnus Rongedal m.fl. Michaj är idag frontfiguren av showgruppen StorSchlaget bestående av flera artister kända från Melodifestivalen.